# 동도금 사자인종
동도금 사자인종은 중화인민공화국의 고궁박물관에 소장되어있는 시계로, 동에 도금이 되어있다. 높이는 231센티미터에 이르고, 사자인종이라는 이름은 시계의 밑받침에 서양인의 모습을 한 인형이 있어서이다. 특징으로는 시계에 태엽을 감으면 서양인의 형상을 한 붓을 든 인형이 '팔방향화(八方向化)', '구토래왕(九土來王)'이라는 한자를 쓴다.